# Cathédrale Saint-Martin de Bratislava
Cette  cathédrale n’est pas la seule cathédrale Saint-Martin.
 (janvier 2024).
Si vous disposez d'ouvrages ou d'articles de référence ou si vous connaissez des sites web de qualité traitant du thème abordé ici, merci de compléter l'article en donnant les références utiles à sa vérifiabilité et en les liant à la section « Notes et références ».
La cathédrale Saint-Martin est une cathédrale catholique construite aux XIVe et XVe siècles a Bratislava, la capitale de la Slovaquie. Elle est située à la frontière ouest du centre historique de la ville, au-dessous du château de Bratislava.
Plus grande église de la ville et parmi ses plus anciennes, elle est surtout connue pour les souverains qui ont déjà été couronnés dans le royaume de Hongrie entre 1563 et 1830.

## Structure, forme et caractéristiques

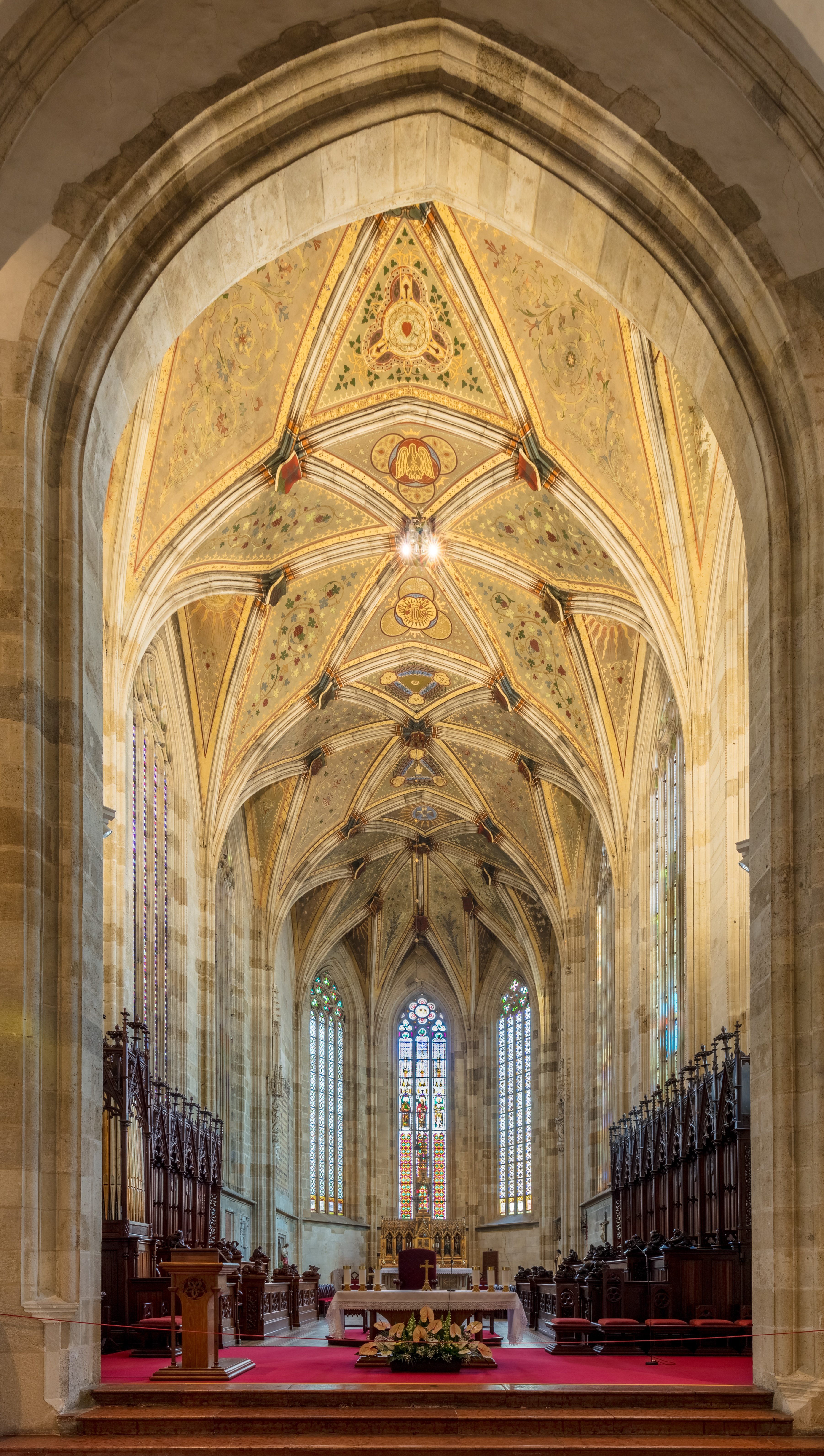
Le chœur de la cathédrale Saint-Martin de Bratislava (février 2020).

La cathédrale  est composée de trois nefs. Ses dimensions sont 69,37 m de long, 22,85 m de profondeur et 16,02 m de hauteur. La tour, haute de 85 m, faisait partie à l'origine des fortifications de la ville médiévale. La forme de la cathédrale symbolise un crucifix, la nef représente le corps du Christ et le sanctuaire représente la tête inclinée. Le sommet de la tour réplique la couronne de saint Étienne. L'autel est dominé par la statue équestre de saint Martin, qui apparaît dans un habit typique de hussard hongrois qui déchire son manteau pour le donner à un mendiant ayant froid.

## Histoire

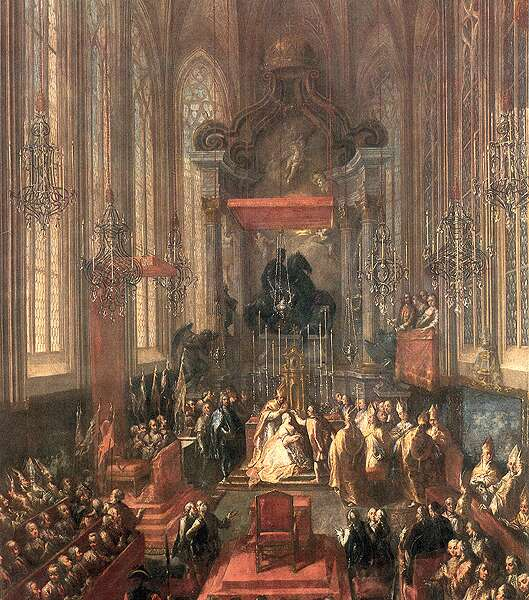
Artiste inconnu : Couronnement de Marie-Thérèse d'Autriche la reine de Hongrie, 1741.

Bien avant que la construction de la cathédrale ait commencé, le site était le carrefour entre l'ancien centre de la ville, un marché et probablement aussi une chapelle. Toutefois, les cultes avaient lieu au château de Bratislava, où le chapitre et le prévôt avaient leur siège.
Comme la sécurité du château était menacée, le roi Imre de Hongrie a demandé au pape Innocent II l'autorisation de déménager le bureau du prévôt ce qui fut fait en 1204. L'église a été déplacée en 1221, et construite dans le style roman et sanctifiée au Saint-Sauveur. Comme la ville se développait de plus en plus, surtout après qu'elle a reçu des privilèges en 1291, la cathédrale est devenue insuffisante pour les célébrations de la ville. Sur l'ancien emplacement, qui avait un vieux cimetière, la construction d'une nouvelle cathédrale gothique a commencé en 1311. La construction ne s'est terminée qu'en 1452 pour des raisons financières, et la construction a même été arrêtée en raison des guerres hussites. En 1452, l'église a été recouverte d'un toit et consacrée, mais les travaux de construction ont continué tout au long des XVe et XVIe siècles. 

## Structure, forme et caractéristiques
- Un nouveau presbytère a été construit entre 1461 et 1497.
- Les chapelles gothiques de la reine tchèque Sophie de Bavière et de Sainte-Anne ont été ajoutées au XVe siècle.
- La chapelle baroque de Saint-Jean le Miséricordieux a été achevée dans la première moitié du XVIIIe siècle par Georg Rafael Donner.
- La célèbre sculpture équestre baroque de saint Martin par Georg Rafael Donner a été ajoutée en 1744.
- En 1760, le sommet de la tour gothique a été frappé par la foudre et, plus tard remplacé par un baroque, qui a ensuite été détruit par un incendie en 1835 puis reconstruit en 1847 (avec quelques modifications), et surmonté de la couronne de saint Étienne.
- L'église a pris son aspect actuel au cours de la période de 1869 à 1877, après avoir subi des dommages par le feu, la guerre, les tremblements de terre et autres catastrophes.

## Les sacres
La cathédrale deveient l'église du couronnement des souverains du royaume de Hongrie en 1563 et succède à celle de Székesfehérvár, conquise par l'Empire ottoman. Le 8 septembre 1563, la couronne de saint Étienne est placée sur la tête de Maximilien II, fils de l'empereur Ferdinand Ier du Saint-Empire. Au total, le couronnement de 11 rois et reines et de 8 de leurs épouses y ont eu lieu entre 1563 et 1830, dont celui de Marie-Thérèse d'Autriche.

les armes du royaume de Hongrie.

## Couronne de Saint-Étienne
La tour est surmontée par la représentation en plaqué or de la couronne de saint Étienne, qui est placée en 1847 après la restauration de la tour endommagée pour commémorer la gloire de la cathédrale et son importance comme église du couronnement. Elle pèse 300 kg et mesure plus de 1 m de diamètre. Un total de 8 kg d'or a été nécessaire pour construire la couronne et l'oreiller.

## Catacombes et sépultures
Comme la cathédrale est construite sur un ancien cimetière, de grandes catacombes jusqu'à 6 m en dessous de la chapelle Sainte-Anne contiennent les sépultures de nombreuses personnalités, telles que des dignitaires ecclésiastiques, les membres de la dynastie Pálffy, les présidents du comté historique de Pozsony et Jozef Ignác Bajza (l'auteur du premier roman slovaque), dont l'enterrement a lieu en 1895. La sépulture de Nicaise Ellebaudt (1535-1577) est présente sur le côté sud (extérieur) de la cathédrale. Louise-Julie-Constance de Brionne repose dans la crypte.

## L'église aujourd'hui
Aujourd'hui, l'église connaît une lente détérioration et est menacée par les vibrations causées par le trafic des poids lourds sur la rampe d'accès au pont voisin, le Nový Most. Toutefois, des efforts de restauration ont commencé en 1997. La cathédrale est classée patrimoine national depuis le 11 novembre 2002. Chaque année se tient une fête appelée « Korunovačné slavnosti » (Fêtes du Couronnement), depuis 2003, qui reproduit les cérémonies d'un couronnement.

## Source de traduction
- (en) Cet article est partiellement ou en totalité issu de l’article de Wikipédia en anglais intitulé « St. Martin's Cathedral, Bratislava » (voir la liste des auteurs).